# Чернігівська фабрика музичних інструментів
Чернігівська фабрика музичних інструментів ім. Павла Постишева — колишнє підприємство в Чернігові, що виробляло музичні інструменти. Фабрика заснована у 1933 році, до 1950 виробляла народні струнні щипкові музичні інструменти, згодом — піаніно («Україна»), з 1955 — малогабаритні піаніно (уперше в СРСР).

## Історія

### Післявоєнний період
У 1970 вироблено (у тис.): 26,3 піаніно, 75,9 гітар, 16,5 балалайок, 1,5 бандур; у 1960, відповідно — 14, 27, 33,2, 48,2, 586.

### Після 1991
У період економічних змін кількість робітників на фабриці зменшилася з 1600 до 68. Фабрика перестала виробляти фортепіано: із дерев'яних запасів виробляла труни для італійського замовника[джерело?].
У 2000 році фабрика збанкрутіла.
Майстрів, які вдома ще виробляють бандури, залишилося двоє: ціни концертних бандур піднялися до $850 за кожну (1999), а в 2007 — до $2000[джерело?].
При фабриці колись існував музей, де були представлені зразки найкращих інструментів фабрики; ці унікальні інструменти розкрадено та вивезено за кордон[джерело?]. Частину експозиції музею фабрики передано у місцевий історичний музей який провів виставку експонатів у 2012 році.
В 2016 на покинутих площах колишньої фабрики музичних інструментів запрацювала швейна фабрика «Галант».
У 2014-2015 чернігівське підприємство з виробництва твердопаливних котлів викупило в фабрики музичних інструментів декілька верстатів, взяло на роботу їхніх працівників та виготовило п'ять бандур у 2018 році. Надалі виробництво бандур продовжилося під брендом «Плеяда».
3 серпня 2020 року в одному з колишніх цехів фабрики, де в той час були складські приміщення, сталася пожежа та вибух, внаслідок чого обвалилися стіни будівлі, покрівля та перекриття.

## Люди
На фабриці працював Цвєт Володимир Дмитрович (1932—1994) — майстер з ремонту верстатів для виготовлення музичних інструментів, лауреат державних орденів, Державної премії СРСР (1989).

## Продукція

### Бандури

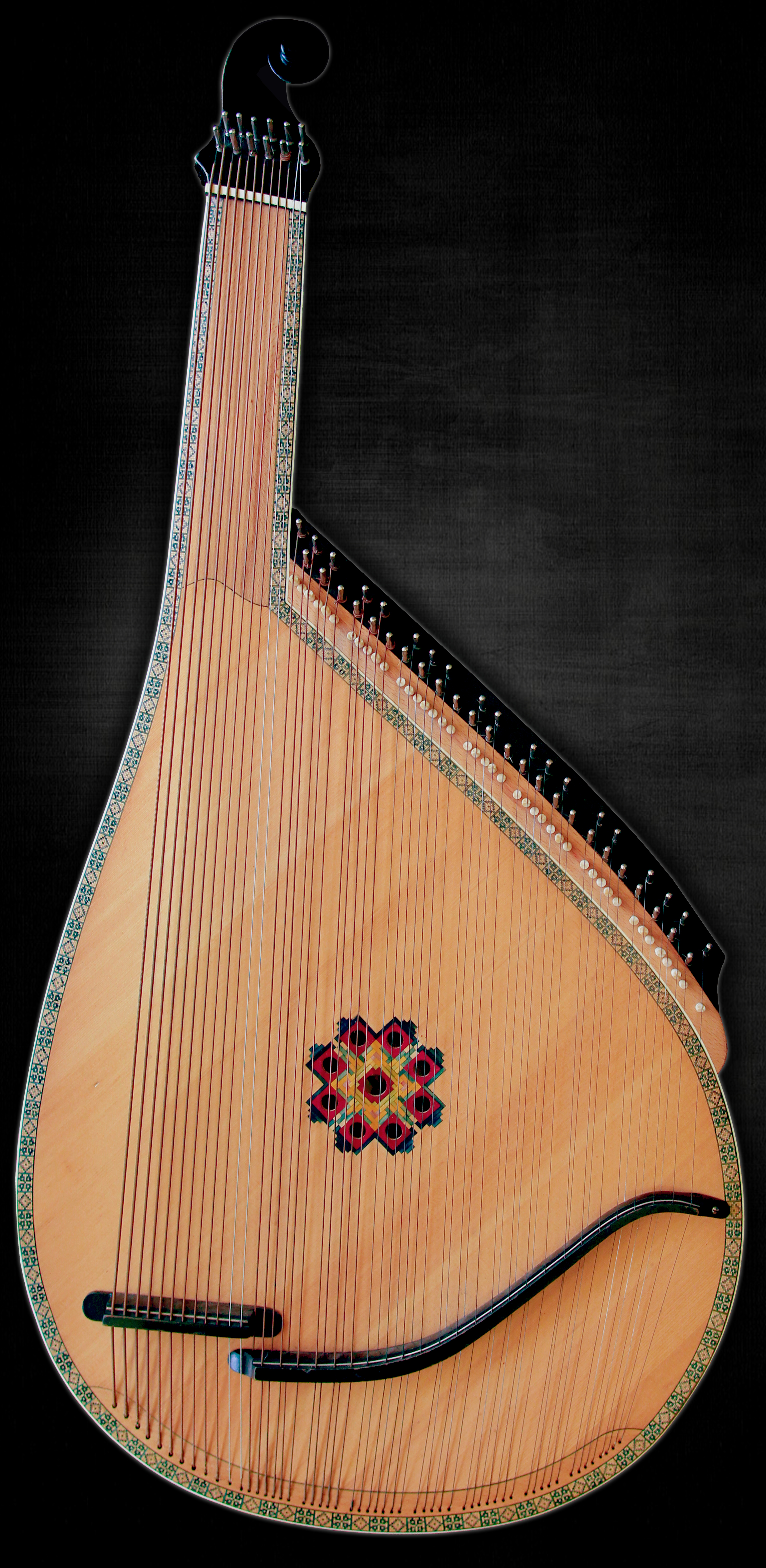
Бандура, виготовлена на чернігівській фабриці

Відомо, що 5 бандур було зроблено у 30-х роках Михайлом Єрченком; пізніше бандур виробляв Микола Мартинчук.
У 1950 фабрика знову почала виробляти бандури за конструкцією Олександра Корнієвського, які виробляв майстер Іван Гладилін до 1954 року. У майстерні над бандурами також працювали Олександр Шуляковський, Микола Мартинчук та Олексій Кілочицький.
В 1954 фабрика почала виробляти бандури конструкції Івана Скляра за формою, яку розробив Опанас Сластіон. Почали серійно виготовляти 100 бандур щомісяця.
У 40-х роках працювала майстерня в Києві, яку очолив Григорій Палієвець, а після його арешту — Володимир Тузиченко. Згодом перебрав майстерню Іван Скляр: виготовляли інструменти для Київської капели бандуристів та для різних самодіяльних колективів. Згодом майстри переїхали в Чернігів, де умови для зберігання матеріалів та її сушки існували при Чернігівській музичній фабриці. На фабриці був побудований спеціальний будинок.
У 1955 на фабриці були виготовлені перші концертні бандури київського типу. Відтоді почали виготовляти по 10 концертних бандур на рік, які можна було замовити лише за дозволом Міністерства культури.
Крім Івана Скляра вклад в удосконалення бандур зробив Олексій Кілочицький, який ввів багатокольорову інкрустацію довкола бандури. Односторонній гриф ввели на пропозицію Андрія Омельченка; барельєф Т. Г. Шевченка розробив майстер Дем'ян Васильєв.
У 60-х роках надійшли замовлення з Північної Америки, що позитивно вплинуло на виробництво бандур на фабриці. З метою одержання іноземної валюти, велику кількість бандур було випущено для експорту в США, Канаду та Австралію.
Найкращі майстри могли підписувати свої інструменти, серед них: Олександр Шуляковський, Олексій Кілочицький, Микола Єщенко, Софія Золотар, Олександр Шльончик, Михайло Кезля, Йосиф Ментей.
Експериментальний цех виготовляв оркестрові бандури для Київської капели бандуристів — виготовляли альтові, басові і контрабасові інструменти. Також виготовлено і ладкові бас-бандури, які користувалися популярністю серед артистів капелі.
У експериментальному цеху серійно виготовляли і цимбали конструкції Олександра Незовибатька та Івана Скляра.
У 1967 майстри засвоїли києво-харківську бандуру конструкції Івана Скляра та, на жаль, до смерті конструктора зробили лише 8 інструментів — і перестали виробляти ці бандури.
У 1988 році експериментальний цех виробляв 200 концертних бандур на рік. Кожний майстер виробляв по півтора-два інструменти щомісяця. У 1988 році було 10-12 майстрів в експериментальному цеху, а зараз залишився один — Д. Я. Петренко.
Найпоширеніші моделі бандури (ціна в 1988 році):
- Дитяча бандура (48 крб)
- Бандура пріма (86 крб)
- Серійна концертна бандура (220 крб)
- Заказна концертна бандура (350—420 крб)
- Заказна концертна бандура з барельєфом Т. Шевченка (450—550 крб)

До 1991 фабрика зробила 30 000 бандур і використала 500 кубометрів верби. Із вербою були пов'язані певні проблеми — це матеріал не комерційний, потрібно років 20-30, щоби верби виросли до відповідного розміру. У пошуках замінника у 70-х роках вдались до тополі: почали користуватися тополею для серійного виробництва інструментів. Це дещо негативно вплинуло на якість звуку, адже щоб протидіяти тенденції тріскання треба було більше матеріалу залишати на коряку. Лише концертні бандури продовжували виробляти з верби.